# Pasažieru vilciens
Pasažieru vilciens (zkráceně PV) je osobní železniční dopravce v Lotyšsku. Provozuje elektrické i dieselové vlaky na různých tratích po celé zemi. Vznikl v listopadu 2001 spojením dvou samostatných společností, PPU „Elektrovilciens“ („Elektrovlak“) a PPU „Dīzeļvilciens“ („Dieselový vlak“), čímž vznikla první dceřiná společnost lotyšských drah Latvijas dzelzceļš. Od října 2008 je Pasažieru vilciens nezávislou státní společností. K roku 2017 společnost zaměstnávala 1 075 lidí.
PV provozuje deset linek (čtyři elektrické, šest dieselových), přičemž její hlavní provozní základnou je hlavní město Riga. V roce 2019 přepravila 18,6 milionů cestujících.

## Trasy
Pasažieru vilciens zajišťuje přepravu cestujících v následujících trasách elektrických vlaků:
- Riga – Carnikava – Saulkrasti – Skulte
- Rīga – Dubulti – Sloka – Ķemeri – Tukums 1 – Tukums 2
- Riga – Jelgava
- Riga – Ogre – Lielvārde – Aizkraukle

a v následujících trasách dieselových vlaků:
- Riga – Dobele – Liepāja
- Riga – Krustpils – Daugavpils
- Riga – Krustpils – Rēzekne – Zilupe
- Riga – Pļaviņas – Madona
- Riga – Sigulda – Valmiera – Valga

## Kolejová vozidla
Vozový park sestává především ze starších vlaků ze sovětského období, které lokálně postavila Rīgas Vagonbūves Rūpnīca (RVR), ačkoli některé byly v posledních letech renovovány. V roce 2016 obdržel PV 19 vlakových souprav DR1A modernizovaných ve spolupráci s RVR, Daugavpils Lokomotīvju Remonta Rūpnīca a Zasulauks dep.
Nátěr elektrických jednotek a některých dieselových jednotek je žlutý a modrý, zatímco některé renovované motorové jednotky jsou červené a bílé.
První projekt na pořízení nových jednotek byl vyhlášen v letech 2010 a 2011. V roce 2012 si PV objednala od CAF 34 třívozových elektrických jednotek a sedm třívozových dieselových jednotek, které měly být postaveny na platformě Civity, s plánem na jejich výrobu ve spolupráci s RVR. Později téhož roku byla smlouva pozastavena kvůli nesrovnalostem a odvolání společnosti Stadler u Evropské komise, která byla prvním finančním podporovatelem projektu, a byla uspořádána nová zakázka. Nájemní/kupní smlouva na 25 elektrických jednotek Stadler FLIRT byla rovněž zrušena v červenci 2014 po odvolání druhého účastníka, společnosti Hyundai Rotem, a zorganizováno další výběrové řízení.
V prosinci 2015 pokračovali čtyři uchazeči – Talgo, CAF, Stadler Polska a Škoda Vagonka – v účasti na druhé fázi projektu nákupu vlaků. Smlouva zahrnovala dodávku 32 elektrických jednotek s kapacitou 450 každý, v letech 2020 až 2023, vybavení pro údržbu, náhradní díly na pět let a školení personálu. V listopadu 2018 byla za vítěze soutěže v hodnotě 225,3 milionů eur označena společnost Talgo se svou jednotkou VitTal, Škoda však odmítla metodiku hodnocení cenové konkurenceschopnosti. Škoda a CAF podaly proti výsledkům soutěže úspěšné odvolání a rozhodnutí o vítězi bylo antimonopolním úřadem zrušeno. Novým vítězem se v únoru 2019 stala Škoda Vagonka. Dodávky 32 jednotek Škoda 16Ev probíhaly v letech 2022–2024, do provozu byly první zařazeny v prosinci 2023.